# Школа № 7 імені Максима Тадейовича Рильського
Школа № 7 імені Максима Тадейовича Рильського — середня загальноосвітня школа I—III ступенів із поглибленим вивченням англійської мови. Розташована в Солом'янському районі Києва.

## Історія
Збудований в 1911 році за ініціативою Івана Науменка, навчальний заклад функціонував як двокласне училище для юнаків. Згодом у 1915 році йому було присвоєно статус вищого початкового училища.
У 1920 році училище було реорганізовано в єдину трудову школу.
Згодом заклад став Київською залізничною школою № 2.
З 1923 до 1929 року в школі на посаді вчителя української мови та літератури працював видатний поет, перекладач, публіцист, громадський діяч та академік АН України Максим Рильський, про якого залишилися теплі й світлі спогади його вихованців.
Залізничну школу було перейменовано на середню загальноосвітню школу № 7.
У 1985 році школі було присвоєно статус середньої школи імені М. Т. Рильського.
Статус спеціалізованої школи набула в 1995 році.
З 1988 року з ініціативи вчителів та за підтримки батьків, випускників, а також учнів школи у навчальному закладі функціонує Літературно-меморіальний музей Максима Тадейовича Рильського.
У березні 2005 року на будівлі школи встановлена меморіальна дошка як пам'ятний знак про працю Максима Рильського в школі.
Спеціалізована школа № 7 імені М. Т. Рильського, як і інші школи має свої символи: прапор, герб і гімн школи. Автором створення прапора та герба була вчителька образотворчого мистецтва Стелла Лясота. Гімн школи написала викладачка української мови та літератури Наталія Костенко, а музику — Олена Осипова.
У 2011 році у школі навчалося 653 учні.
З вересня 2020-го по вересень 2021 року у школі на посаді вчителя історії працював Наконечний Павло Юрійович — координатор ГО «Поклик Яру».

## Відомі випускники
- Рейзлін Ігор Дмитрович — бронзовий призер Олімпійських ігор 2020 року.
- Никитюк Владислав Юрійович — актор театру і кіно.
- Карп Ігор Миколайович — доктор технологічних наук, завідувач відділу плазмової технології Інституту газу АН УРСР. Закінчив школу в 1949 році із золотою медаллю.